# Impatiens musyana
Impatiens musyana är en balsaminväxtart som beskrevs av Joseph Dalton Hooker. Impatiens musyana ingår i släktet balsaminer, och familjen balsaminväxter. Inga underarter finns listade i Catalogue of Life.